# 1,3-di-jood-2-propanol
1,3-di-jood-2-propanol is een organische verbinding met als brutoformule C3H6I2O. De stof wordt gebruikt als antisepticum.